# Monoposto

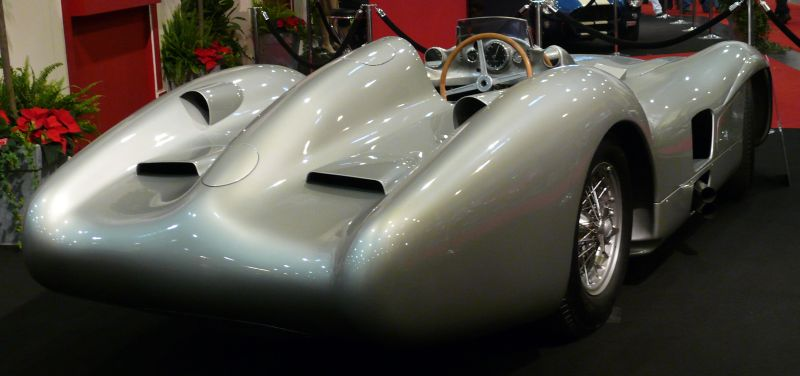
Der einsitzige Mercedes-Benz W 196, das Fahrzeug des Weltmeisters in der Formel 1 der Jahre 1954 und 1955

Ein Monoposto (italienisch für Einsitzer, heute oft auch Single-Seater) ist ein Rennwagen mit einem einzigen, in der Wagenmitte angeordneten  Sitz (laut Duden, Deutsches Universalwörterbuch, 8. Auflage, ein „einsitziger Rennwagen mit unverkleideten Rädern“). In der Regel sind es Formel-Rennwagen. In vielen Rennklassen fordert die Homologation einen zweiten Sitz, der aber nur bei Rallyefahrzeugen tatsächlich besetzt wird.

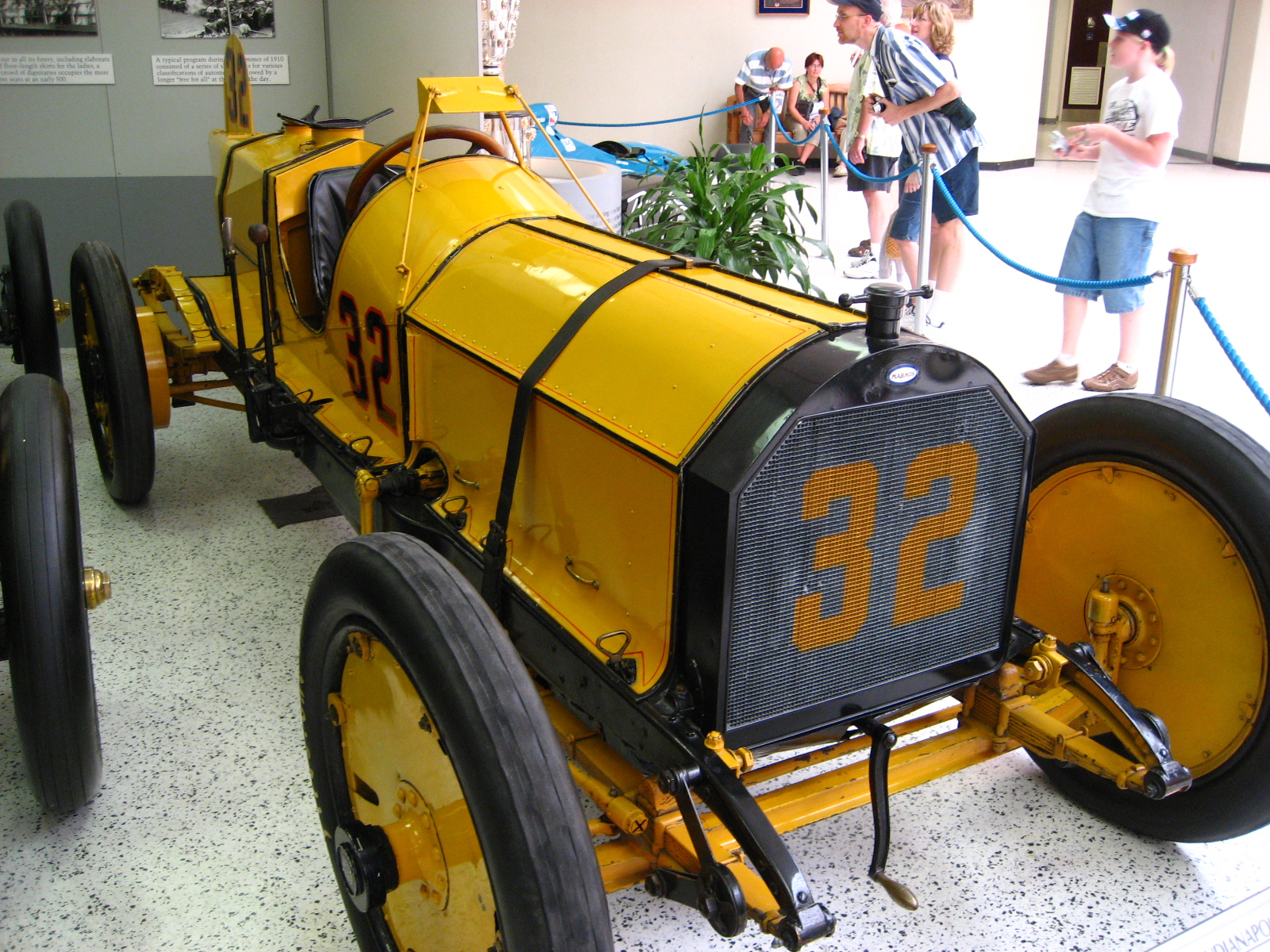
Der einsitzige Marmon Wasp von 1911

Die Fédération Internationale de l’Automobile sieht in ihrer Formule Libre oder Free Formula die größten Freiheiten für Einsitzer vor, schränkt ihre Karosserie kaum ein und grenzt sie von zweisitzigen Rennwagen ab, die sie Sportwagen nennt.

## Geschichte
1911 wurde mit einem Monoposto gegen 39 mehrsitzige Rennwagen auf dem Indianapolis Motor Speedway das Rennen gewonnen, das inzwischen als Indianapolis 500 ein Begriff ist. Sein Konstrukteur Ray Harroun hatte statt eines Beifahrers einen Rückspiegel vorgesehen. Durch diese Idee war sein Marmon Wasp leichter und hatte geringeren Luftwiderstand.
1913 erschien der erfolgreiche Monoposto von Peugeot mit drei Liter Hubraum, vier Zylindern, zwei obenliegenden, über eine Stirnradkaskade angetriebenen Nockenwellen und Trockensumpfschmierung. Für einige Jahrzehnte behielten Monopostos eine hohe, schmale Karosserie.
Das änderte sich mit der Abkehr vom schmalen Leiterrahmen. Der Mercedes-Benz W 196 brachte 1954 einen breiten Gitterrahmen mit, und man ging noch weiter: Je nach Rundkurs wurden verschiedene Karosserien mit oder ohne Kotflügel gefahren. Mit den aerodynamisch geformten Kotflügeln stieg die Höchstgeschwindigkeit, aber ohne Kotflügel kann der Fahrer in Kurven das Vorderrad am Straßenrand sehen.
Als Mercedes-Benz nach der zweiten Saison und dem zweiten Weltmeistertitel 1955 wieder aus der Formel 1 ausgestiegen war, unterband man solchen Aufwand. Seitdem muss in den meisten Rennklassen für Monopostos ohne Radabdeckung gefahren werden. Auf Englisch unterscheidet man Single-Seater und Open-Wheel-Cars.
1962 änderte sich die Bauweise der Monoposto-Fahrwerke – zumindest in der Formel 1 – grundlegend, als das Team Lotus mit dem Lotus 25 die Ära der Monocoques in der Formel 1 einläutete. Statt des Gitterrahmens wurde Aluminium-Blech mit Nieten zu einer Wanne mit seitlich hohlen Wänden gefügt und vorne sowie hinten mit Rahmen abgeschlossen. Die obere nichttragende Verkleidung war abnehmbar. Im folgenden Jahr 1963 wurde Jim Clark mit dem Lotus 25 Weltmeister.
In späteren Jahren entwickelte sich ein reger Wettbewerb, diesen aerodynamischen Nachteil der fehlenden aerodynamischen Verkleidung zu mindern, der sogar zu Monopostos mit sechs Rädern führte, wie zum Beispiel 1976 zum Tyrrell P34.
1990 leiteten Harvey Postlethwaite und Jean-Claude Migeot mit dem Monoposto Tyrrell 019 eine neue Epoche ein, indem sie die Fahrzeugnase seines Monocoques höher anordneten, um die Luftströmung unter dem Fahrzeug zu beschleunigen. Diese Formgebung ist inzwischen auch bei Sportwagenrennen zu sehen, wenngleich sie bei den zweisitzigen Rennwagen nur eingeschränkt umsetzbar ist.
Ebenfalls zu den Monopostos zählen die bei Beschleunigungsrennen eingesetzten Dragster und Funny Cars. Hier kommen noch Gitterrohrrahmen aus Chrom-Molybdän-Stahl zum Einsatz. Bei modernen Dragstern ist der Motor hinter, beim Funny Car vor dem Fahrer eingebaut. Die „FC“ haben außerdem eine einteilige, hochklappbare Kunststoffkarosserie.

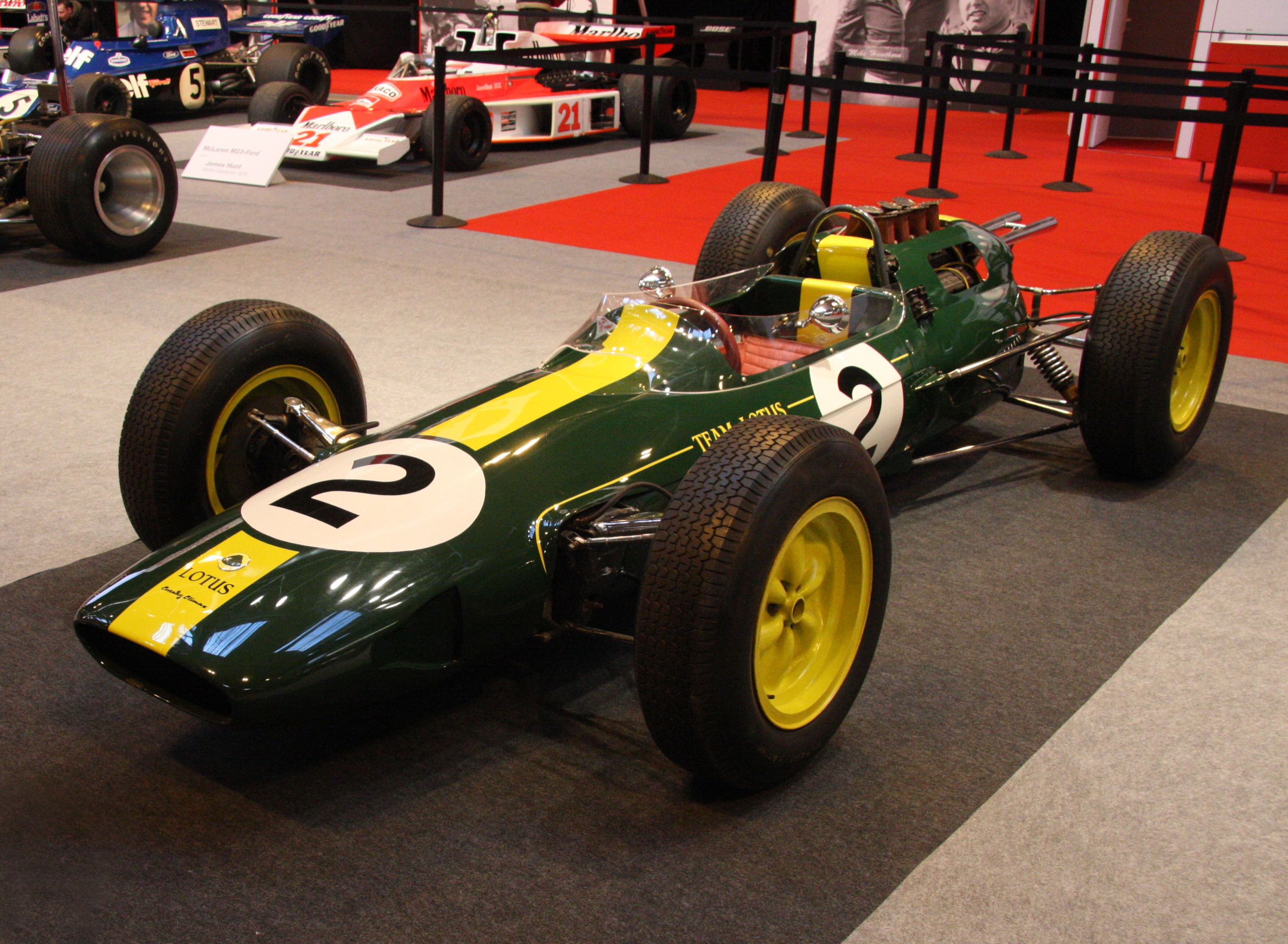
Der Lotus 25 war der erste Monoposto mit Monocoque (1962)
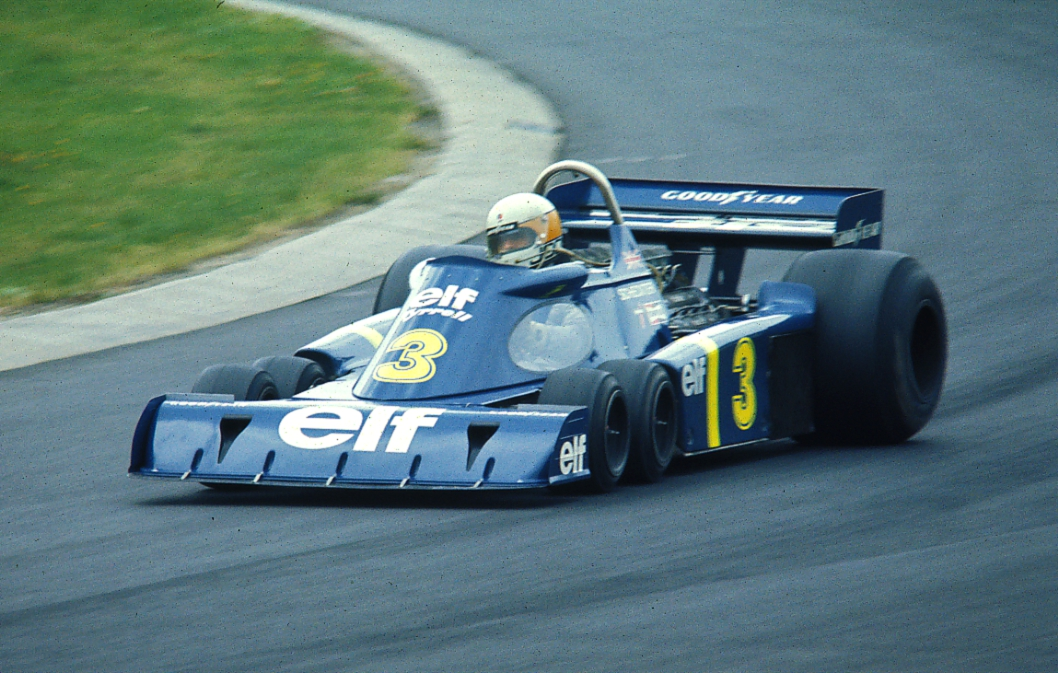
Monoposto Tyrrell P34 im Jahr (1976)
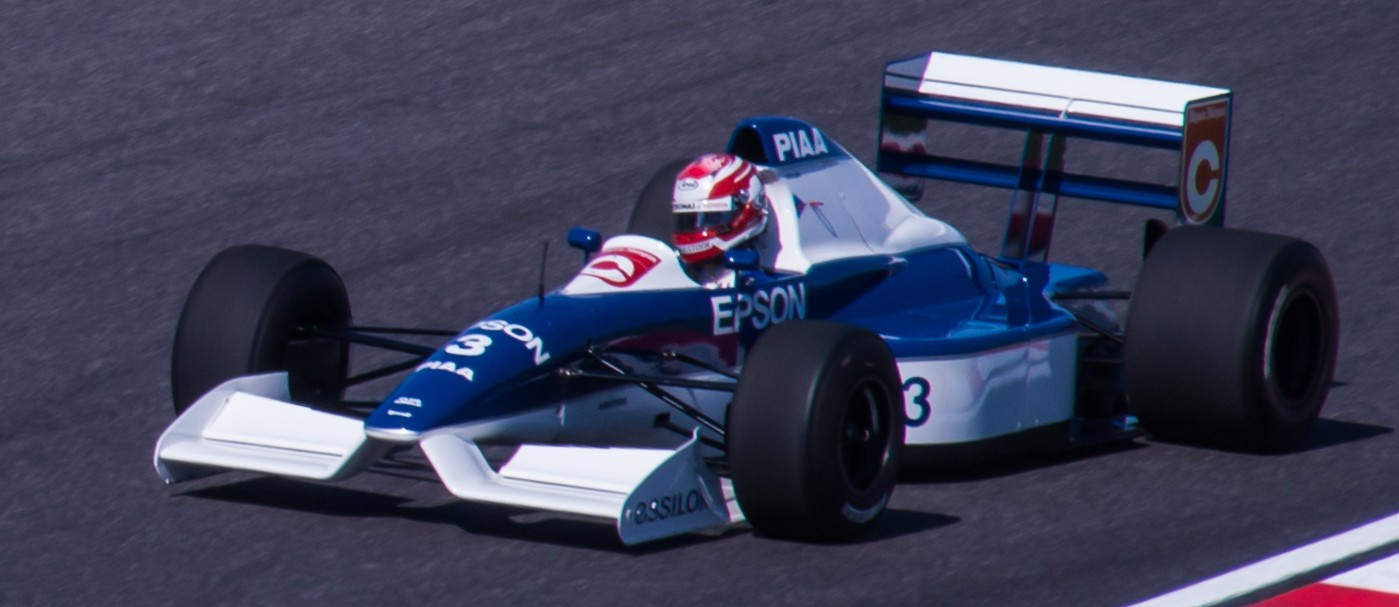
Tyrrell 019 mit der „hohen Nase“ (1990)
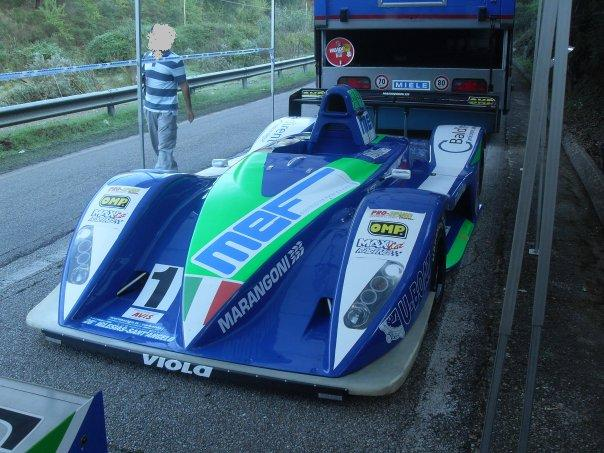
Bei Bergrennen eingesetzter Osella
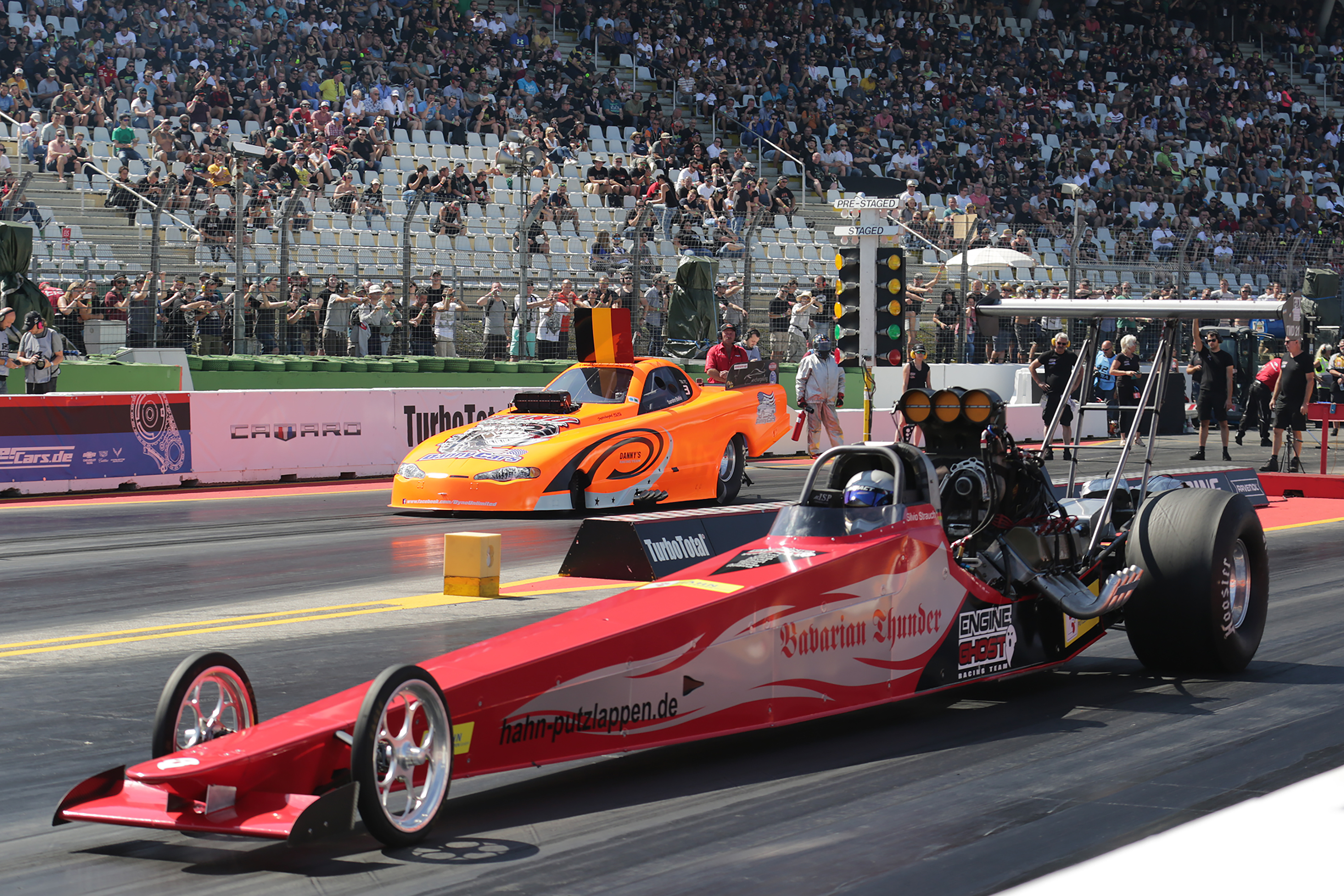
Dragster (vorne) und Funny Car (hinten)
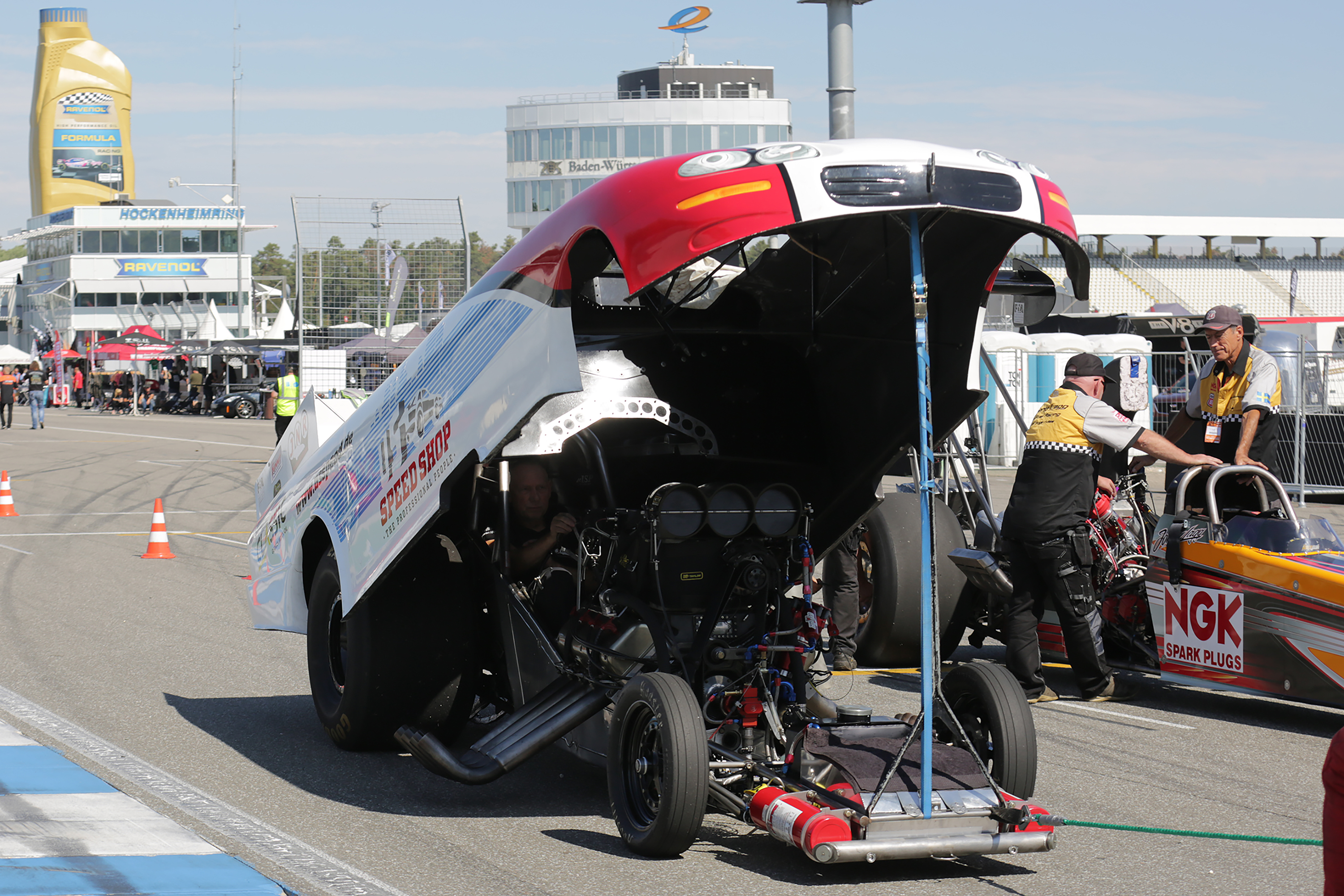
Funny Car mit hochgeklappter Karosserie: gut zu erkennen der mittig platzierte Fahrersitz